# Британский концертный тур Led Zeppelin (весна 1971)
Концертный тур группы Led Zeppelin проходивший весной 1971 года на территории Соединённого Королевства и Ирландии (также известный как «Возвращение в клубы» — «The Back to the Clubs Tour»). Гастроли стартовали 5 марта и завершилось 1 апреля 1971 года.

## История
Во время этого турне группа должна была проехаться по небольшим клубам, в которых они выступали в начале своей карьеры. Это решение было принято чтобы отдать дань уважения тем фанатам, которые были преданы Led Zeppelin с самого начала их карьеры. Небольшие размеры площадок, на которых группа могла взаимодействовать с публикой, и соответственно меньшие продажи билетов, нежели на стадионах, должны были послужить доказательством того (в первую очередь прессе, которая активно критиковала группу жадности, в частности, из-за её решения не выпускать синглы в пользу бо́льших продаж альбомов, роялти от которых были гораздо выше), что музыканты не были зациклены на зарабатывании денег и вместо этого стремились создать более тесную связь со своей аудиторией. Однако по мере продвижения гастролей стало очевидно, что благие намерения группы были сорваны из-за того, что тысячи поклонников коллектива вообще не смогли попасть на их концерты из-за малого количества билетов.
5 марта на концерте в Белфасте состоялось первое публичное исполнение песни «Stairway to Heaven», ставшей впоследствии культовой, которая звучала практически на всех последующих выступлениях группы. Один из запланированных концертов, в Ливерпульском университете, был отменён и перенесён на следующий гастрольный тур — проходивший в Европе.
В этот период участники группы начали экспериментировать со своим имиджем, переодевшись в причудливые кафтаны, а также ещё сильнее отпустив волосы и бороды, что придавало им модный вид.

## Сет-лист
Практически на всех концертах список композиций состоял из следующих песен:
1. «Immigrant Song» (Джимми Пейдж, Плант)
2. «Heartbreaker» (Джон Бонэм, Джон Пол Джонс, Пейдж, Плант)
3. «Since I've Been Loving You» (Пейдж, Плант, Джонс)
4. «Out on the Tiles» (выступление) (Пейдж, Плант, Бонэм) / «Black Dog» (Пейдж, Плант, Джонс)
5. «Dazed and Confused» (Пейдж)
6. «Stairway to Heaven» (Пейдж, Плант)
7. «Going to California» (Пейдж, Плант)
8. «That’s the Way» (Пейдж, Плант) (только 1 апреля)
9. «What Is and What Should Never Be» (Пейдж, Плант)
10. «Moby Dick» (Пейдж, Плант, Бонэм)
11. «Whole Lotta Love» (Пейдж, Плант, Бонэм, Джонс, Вилли Диксон)

Выходы «на бис» (вариации):
- «Organ Solo»/«Thank You» (Пейдж, Плант) (только 21 марта и 1 апреля)
- «Communication Breakdown» (Пейдж, Плант, Бонэм)
- «Rock and Roll» (Пейдж, Плант, Бонэм, Джонс) (только 5 и 6 марта)
- «Bring It On Home» (Пейдж, Плант, Диксон) (только 5 марта)

На протяжении гастролей в сет-листе происходили некоторые изменения в чередовании песен, а также замены композиций.

## Расписание концертов
| Дата          | Город             | Страна            | Место                           |
| ------------- | ----------------- | ----------------- | ------------------------------- |
| 5 марта 1971  | Белфаст           | Северная Ирландия | Ulster Hall                     |
| 6 марта 1971  | Дублин            | Ирландия          | Национальный стадион            |
| 9 марта 1971  | Лидс              | Англия            | Лидский университет             |
| 10 марта 1971 | Кентербери        | Англия            | University of Kent              |
| 11 марта 1971 | Саутгемптон       | Англия            | Саутгемптонский университет     |
| 13 марта 1971 | Бат               | Англия            | Bath Pavilion                   |
| 14 марта 1971 | Сток-он-Трент     | Англия            | Trentham Gardens Ballroom       |
| 16 марта 1971 | Ливерпуль         | Англия            | Ливерпульский университет       |
| 18 марта 1971 | Ньюкасл-апон-Тайн | Англия            | Mayfair Ballroom                |
| 19 марта 1971 | Манчестер         | Англия            | Манчестерский университет       |
| 20 марта 1971 | Бирмингем         | Англия            | Stepmothers Club                |
| 21 марта 1971 | Ноттингем         | Англия            | Boat Club                       |
| 23 марта 1971 | Лондон            | Англия            | The Marquee                     |
| 1 апреля 1971 | Лондон            | Англия            | Paris Theatre (концерт для BBC) |